# Despegue

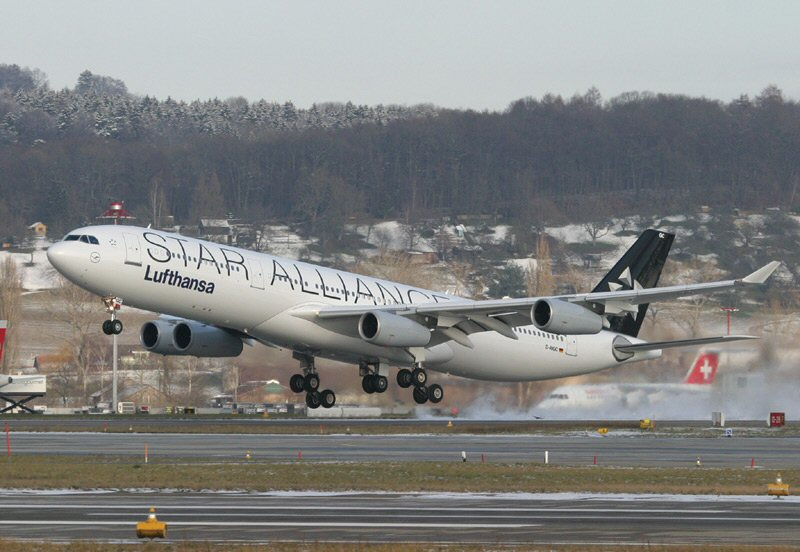
Un Airbus A340 de Lufthansa despegando.

En aeronáutica, el despegue es la segunda fase y esencial de un vuelo (la primera es el corretaje o rodaje), que se logra tras realizar la carrera de despegue sobre una pista de despegue y aterrizaje de un aeropuerto o en una superficie extensa de agua, con la cual se consigue el efecto aerodinámico de la sustentación, que es provocado por el flujo a una determinada velocidad del aire sobre las alas. 

## Introducción
Para conseguir un despegue, se consideran tres factores: el del lado tierra, el del lado aparato y el del lado aire.
El primero, el factor tierra, se basa en que se requiere carretear o rodar hacia la pista usando las calles de rodaje con la autorización y guía del control del tráfico aéreo (Air Traffic Controller, ATC), contar con una superficie apta para despegar, solicitar al ATC el permiso de despegue e iniciar con el factor aparato, en el cual influyen todas las partes del avión; se liberan los frenos, se mantiene el avión centrado en la pista, y se acelera, por último, a máxima potencia la planta motriz de la aeronave para alcanzar durante la carrera de despegue la velocidad requerida para obtener sustentación.
Entonces empieza el factor aire: a través de efectos aerodinámicos sobre el ala, el fuselaje y el resto de las partes y de las superficies de control del avión, se alcanza la sustentación suficiente para levantar la aeronave del suelo, para lo cual se requiere que las condiciones atmosféricas previas sean convenientes para conseguir un despegue seguro.
Por último, se mantiene la potencia máxima en los motores del aparato, se mueven los elevadores o timones de profundidad y parte de los flaps, y se provoca que se levante el morro y, tras la separación de las ruedas de los trenes de aterrizaje del suelo, el avión inicie el vuelo.
El despegue se considerará finalizado una vez que los trenes de aterrizaje hayan quedado guardados.
El despegue se rige por la ley física de Daniel Bernoulli, contenida en la ecuación:
{\displaystyle L=\left({\frac {1}{2}}\rho \right)C_{L}SV^{2}}
donde la fuerza de sustentación, L, es igual al producto de un medio de la densidad del aire, multiplicado por el coeficiente de sustentación del ala,CL  por la superficie alar, S,  y por el cuadrado de la velocidad de despegue, V2.
De este modo, si se desea conocer la distancia de despegue, STO  y el tiempo de despegue, tTO, para el caso de despegues en tierra, es posible hacer una simplificación del despegue realizando los cálculos para tres fases diferentes: rodadura en el suelo, transición y ascenso.

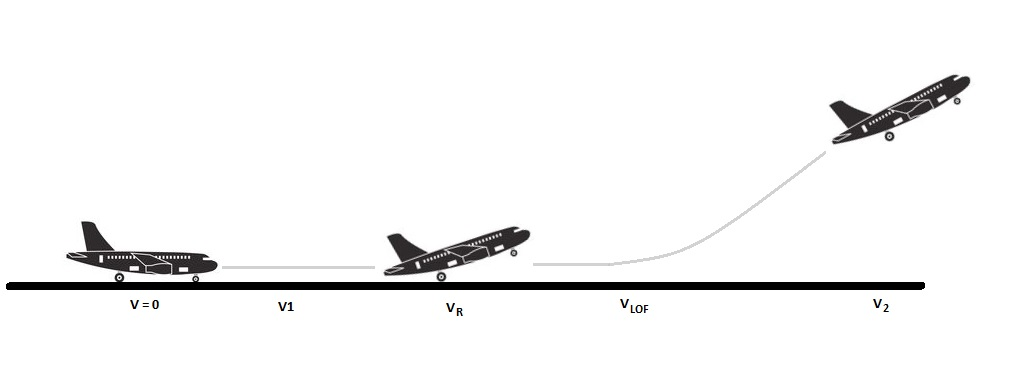
Diagrama en el que se muestran las principales velocidades por las que pasa una aeronave mientras se encuentra realizando la maniobra de despegue.

## Rodadura en el suelo
En la fase de rodadura, la aeronave realiza una primera aceleración con todas las ruedas apoyadas y después otra en la que elevará el morro preparándose para el despegarse del suelo (rotación ). Como la aeronave se encuentra desplazándose sobre una superficie ( el suelo ), se encontrará afectada por la fuerza de rozamiento entre las ruedas y dicha superficie. El coeficiente de rozamiento variará en función del tipo de terreno sobre el que la aeronave esté operando. Parece obvio que el rozamiento será mayor si las ruedas se encuentran realizando una frenada que si se encuentran en plena aceleración.
| μ                       | Rodadura en aceleración | Rodadura con frenada |
| ----------------------- | ----------------------- | -------------------- |
| Hormigón/asfalto seco   | 0.03-0.05               | 0.03-0.05            |
| Hormigón/asfalto mojado | 0.05                    | 0.15-0.3             |
| Hormigón/asfalto helado | 0.02                    | 0.06-0.1             |
| Césped duro             | 0.05                    | 0.4                  |
| Suelo firme sucio       | 0.04                    | 0.3                  |
| Césped suave            | 0.07                    | 0.2                  |
| Hierba mojada           | 0.08                    | 0.1                  |

Hay que considerar que mientras que la aeronave se encuentra realizando la fase de rodadura con todas las ruedas apoyadas, el tren de aterrizaje está bajado, los flaps en configuración de despegue para que ayuden a generar la sustentación necesaria para elevarse, y se encuentra afectando de alguna forma el efecto suelo.Con todas estas consideraciones se podría aproximar el coeficiente de sustentación en este momento del despegue a 0.1.
{\displaystyle {dx \over dt}=V}
{\displaystyle {\frac {W}{g}}{dV \over dt}=T-D-\mu (N_{1}+N_{2})}
{\displaystyle W=N_{1}+N_{2}+L}

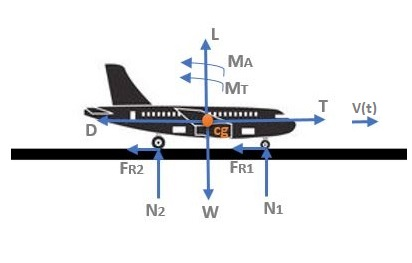
Fuerzas que actúan sobre una aeronave que se encuentra realizando rodadura en el suelo con todas las ruedas apoyadas.

Suponiendo que el empuje es constante (en el despegue el empuje empleado es el máximo con respecto de todas las demás fases del vuelo) Se tienen las ecuaciones que permiten calcular la distancia y tiempo de rodadura en el suelo.
{\displaystyle {dx \over dV}={\frac {W}{g}}{\frac {V}{T-D-\mu (W-L)}}}
{\displaystyle {dx \over dV}={\frac {W}{g}}{\frac {V}{T-D-\mu (W-L)}}}
Simplemente integrando ambas ecuaciones desde velocidad 0 hasta la velocidad de despegue de la aeronave del vuelo, VLOF,  se tienen la distancia de rodadura y el tiempo de rodadura, xg y tg.

## Transición curvilínea
Durante la transición curvilínea, la aeronave realiza una trayectoria que se puede aproximar a circular con radio grande. Tomando las hipótesis de que la velocidad permanece constante en ese tramo ( para que así se pueda cumplir que realmente la trayectoria es circular) y es igual a VLOF, además de que el ángulo de subida también se aproximará a constante, se puede calcular la distanciade transición, altura de transición y tiempo empleado durante esta fase de la siguiente forma.
{\displaystyle x_{T}=R\sin \gamma _{s}}
{\displaystyle h_{T}=R(1-\cos \gamma _{s})}
{\displaystyle t_{T}={\frac {\gamma _{s}}{\dot {\gamma }}}}

## Subida rectilínea
La aeronave que se encuentra realizando una subida rectilínea ha finalizado la fase de transición y adopta una trayectoria rectilínea en ascenso mediante la cual pretende alcanzar la altitud necesaria para el vuelo de crucero. Se considera que durante esta fase la altitud varía entre la de transición y una altitud estándar para aeronaves comerciales que equivale a 35 ft. La velocidad varía entre la VLOF y V2, 
{\displaystyle x_{R}={\frac {h_{2}-h_{1}}{tan(\gamma _{s})}}}

## Distancia total y tiempo total de despegue

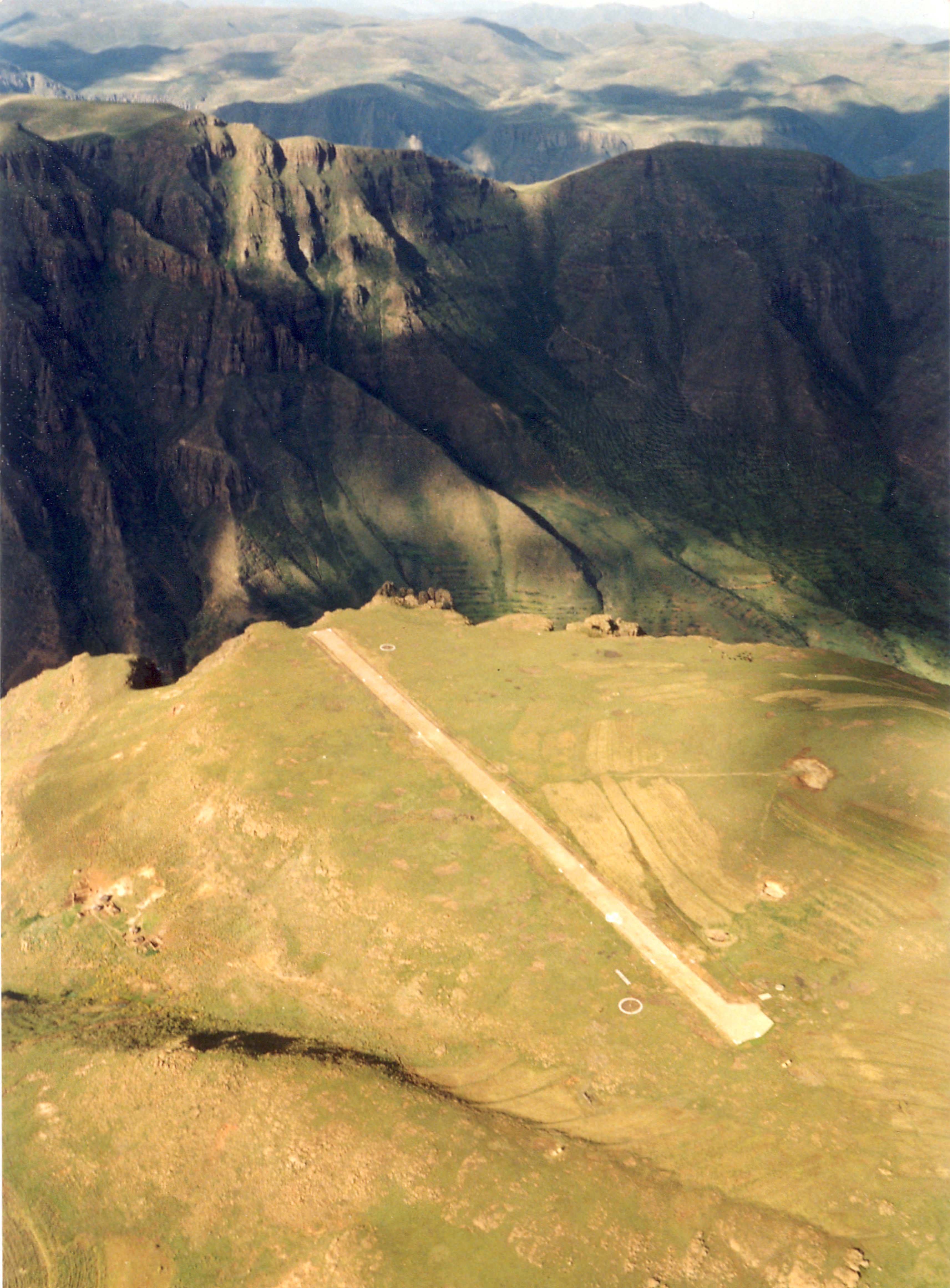
A modo de ejemplo, la pista de Matekane, donde no es posible que operen aeronaves con una distancia de despegue mayor a 500 m con las condiciones de altitud de la pista.

El cálculo de la distancia total de despegue se calcula sumando las distancias de rodadura con las ruedas apoyadas, transición curvilínea y subida rectilínea. Haciendo lo mismo para los tiempos de las diferentes fases se obtiene el tiempo total que la aeronave tarda en despegar. El método que se presenta aquí está muy simplificado, pero su uso está muy extendido sobre todo a nivel didáctico y para realizar primeras aproximaciones.

## Importancia de la distancia de despegue
Hacer cálculos sobre cuál será la distancia que la aeronave necesite para despegar de acuerdo a sus características de diseño será crucial para el correcto desempeño de la misión deseada. Una aeronave que requiera una distancia de despegue muy grande tendrá más limitado el tipo de aeropuerto en el que pueda operar. Hay que tener en cuenta que la distancia de despegue siempre será mayor que la de aterrizaje; una de las causas es que el rozamiento contribuye de manera positiva en la reducción del tiempo de aterrizaje y por tanto en la distancia necesaria para llevarlo a cabo, mientras que en el despegue se necesita vencer esa fuerza que juega en contra. Además, la altitud juega un papel fundamental, pues a mayor altitud, menor es la densidad del aire y por tanto menos eficiente serán los motores que a nivel del mar. En aeronaves militares sobre todo se busca que la distancia de despegue sea la menor posible, para aumentar la operatividad en las distintas misiones. En ocasiones, si la aeronave no cumple con unos requisitos previamente especificados de distancia de despegue, será necesario una revisión del diseño de la misma.

## Punto de no retorno
El punto de no retorno es un concepto del despegue que se ha trasladado a otros ámbitos. Mientras el avión rueda por la pista, los pilotos comprueban cómo van respondiendo todos los elementos (motores, ruedas, etc.). Si al comenzar el rodaje ven que algún elemento crítico no responde apropiadamente, los pilotos deben abortar el despegue, y frenar la aeronave. Pero esto solo es posible hasta llegar a un punto, denominado el punto de no retorno, más allá del cual ya no hay pista suficiente para frenar, y por tanto se debe proseguir con la maniobra de despegue.
Además de al despegue, el concepto de "punto de no retorno" (a veces abreviado "PNR") se aplica en aeronáutica al vuelo en sí: es el punto en que al avión ya no le queda combustible para regresar a su base, y por tanto debe seguir a otro destino.
Este concepto de punto de no retorno, inicialmente aeronáutico, se ha ampliado a otros ámbitos (por ejemplo conflictos, deterioro ecológico...) para señalar un momento en que no hay vuelta atrás y la situación es irreversible.